# Liste der Landschaftsschutzgebiete im Landkreis Würzburg
Im Landkreis Würzburg gibt es acht Landschaftsschutzgebiete. (Stand: November 2018)

## Hinweise zu den Angaben in der Tabelle
- Gebietsname: Amtliche Bezeichnung des Schutzgebietes
- Bild/Commons: Bild und Link zu weiteren Bildern aus dem Schutzgebiet
- LSG-ID: Amtliche Nummer des Schutzgebietes
- WDPA-ID: Link zum Eintrag des Schutzgebietes in der World Database on Protected Areas
- Wikidata: Link zum Wikidata-Eintrag des Schutzgebietes
- Ausweisung: Datum der Ausweisung als Schutzgebiet
- Gemeinde(n): Gemeinden, auf denen sich das Schutzgebiet befindet
- Lage: Geografischer Standort
- Fläche: Gesamtfläche des Schutzgebietes in Hektar
- Flächenanteil: Anteilige Flächen des Schutzgebietes in Landkreisen/Gemeinden, Angabe in % der Gesamtfläche
- Bemerkung: Besonderheiten und Anmerkungen

Bis auf die Spalte Lage sind alle Spalten sortierbar.
| Gebietsname | Bild/Commons   | LSG-ID       | WDPA-ID | Wikidata  | Ausweisung | Gemeinde(n) | Lage     | Fläche ha | Flächenanteil                                                                             | Bemerkung |
| --- | -------------- | ------------ | ------- | --------- | ---------- | ----------- | -------- | --------- | ----------------------------------------------------------------------------------------- | --------- |
| LSG Polisina in den Gemarkungen Ochsenfurt und Frickenhausen |                | LSG-00453.01 | 395961  | Q59633450 | 1991       |             | Position | 58,89     | Landkreis Würzburg (99,8 %)                                                               |           |
| LSG Täler der Tauber, Gollach, Steinach und umgebende Wälder in den Gemarkungen Aub, Baldersheim, Burgerroth, Bieberehren, Buch, Klingen, Strüth, Aufstetten, Tauberrettersheim und Riedenheim |                | LSG-00447.01 | 395955  | Q59633449 | 1990       |             | Position | 2863,62   | Landkreis Würzburg (99,9 %)                                                               |           |
| Maintalschutzlandschaft Thüngersheim |                | LSG-00083.01 | 395504  | Q59633443 | 1956       |             | Position | 283,22    | Landkreis Würzburg (100 %)                                                                |           |
| Ochsenfurter Forst und Hübnerholz |                | LSG-00261.01 | 395739  | Q59633447 | 1973       |             | Position | 146,47    | Landkreis Würzburg (100 %)                                                                |           |
| Thierbachtal |                | LSG-00050.01 | 395478  | Q59633442 | 1955       |             | Position | 139,23    | Landkreis Würzburg (100 %)                                                                |           |
| Uferstreifen am Main zwischen dem Markt Zell am Main und der Grenze des Landkreises Würzburg zu Lkr. Main-Spessart                                                                             |                | LSG-00152.01 | 395623  | Q59633444 | 1968       |             | Position | 80,14     | Landkreis Würzburg (100 %)                                                                |           |
| Volkacher Mainschleife | weitere Bilder | LSG-00170.01 | 395639  | Q59633208 | 1969       |             | Position | 5326,93   | Landkreis Kitzingen (61,9 %), Landkreis Schweinfurt (16,3 %), Landkreis Würzburg (21,7 %) |           |
| Volkenberg |                | LSG-00152.02 | 395624  | Q59633446 | 1968       |             | Position | 380,13    | Landkreis Würzburg (99,8 %)                                                               |           |